# 青島大学
青島大学（ちんたおだいがく、中国語: 青岛大学、英語: Qingdao University）は、中華人民共和国山東省青島市にある大学である。現在、浮山、金家嶺、松山三つのキャンパスを持つ。山東省重点大学である。

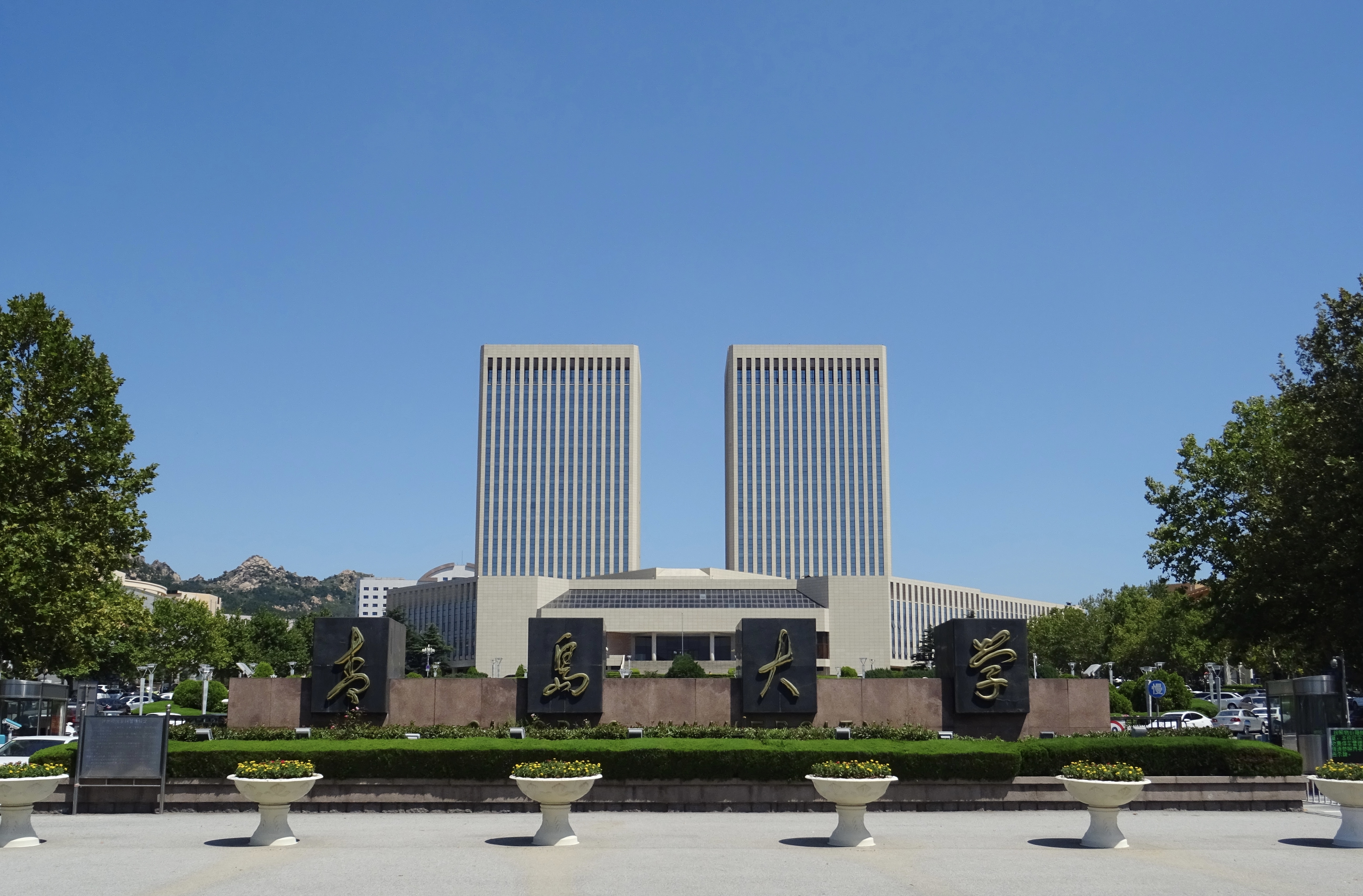
浮山キャンパス正門（2020年）

## 歴史
- 1985年 青島大学として設立。
- 1993年 山東紡織工学院(中国語: 山东纺织工学院)・青島医学院(中国語: 青島医学院)・青島師範専門学校(中国語: 青岛师范专科学校)を合併。同年、山東省の推薦により「211工程」の入選候補になったが、結局は落選した。
- 2012年 山東省と青島市共同管理の体制に移行。
- 2017年 「111計画」に指定。

## ランキング
QSアジア大学ランキング2024によると、青島大学はアジア242位である。ランキングが近い大学として、日本の熊本大学(228位)、上智大学(234位)、横浜国立大学(共に242位)、岡山大学(244位)が挙げられる。

## 日本における協定校[1][2][3]
- 奈良先端科学技術大学院大学[4]
- 鳥取大学[5]
- 神戸大学
- 鳴門教育大学
- 山口県立大学[6]
- 下関市立大学
- 桜美林大学
- 明星大学
- 立命館大学
- 梅光学院大学
- 松山大学

## 備考
1. ↑  “大学間交流協定（国立大学）”. 2020年4月3日閲覧。
2. ↑  “大学間交流協定（公立大学）”. 2020年4月3日閲覧。
3. ↑  “大学間交流協定（私立大学）”. 2020年4月3日閲覧。
4. ↑  “第１章 研究科の現況と点検評価”. 2020年4月3日閲覧。
5. ↑  “締結校一覧”. 2020年4月3日閲覧。
6. ↑  “海外協定締結校”. 2020年4月3日閲覧。